# Rio Acheron (Canterbury)
O rio Acheron é um rio de Canterbury na Nova Zelândia e corre do Lago Lyndon até o rio Rakaia.
- Nascente: 43° 18′ 48″ S, 171° 41′ 22″ L
- Confluência com o rio Rakaia: 43° 23′ 57,52″ S, 171° 34′ 21,46″ L